# Sønder Vilstrup Sogn
Sønder Vilstrup Sogn ist eine Kirchspielsgemeinde (dän.: Sogn) im südlichen Dänemark. Bis 1970 gehörte sie zur Harde Brusk Herred im damaligen Vejle Amt, danach zur Kolding Kommune im erweiterten Vejle Amt, die im Zuge der  Kommunalreform zum 1. Januar 2007 in der „neuen“  Kolding Kommune in der Region Syddanmark aufgegangen ist.
Im Kirchspiel leben 335 Einwohner (Stand:1. Januar 2023). Im Kirchspiel liegt die Kirche „Sønder Vilstrup Kirke“.
Nachbargemeinden sind im Südwesten Eltang Sogn, im Westen Almind Sogn und im Nordwesten Vluf Sogn, ferner im Norden in der benachbarten Vejle Kommune Smidstrup Sogn und in der östlich benachbarten Fredericia Kommune Herslev Sogn und Taulov Sogn.